# Marie-Thérèse Moreau
Marie-Thérèse Moreau, née le 6 mai 1883 à Tonnerre (Yonne) et morte le 2 novembre 1969 à Paris, est une avocate et militante féministe et politique française. Elle a présidé la section féminine des Jeunesses patriotes, une ligue d'extrême droite de l'entre-deux-guerres.

## Biographie

### Avocate
Fille d'un brasseur, Georges Moreau, plus tard professeur à l'école nationale des industries agricoles de Douai, et d'une mère sans profession, elle est étudiante à Paris, licenciée en droit en 1908 puis en lettres en 1911. 
Elle devient avocate « par hasard » - le métier est ouvert aux femmes depuis une loi du 1er décembre 1900 - et prête serment en novembre 1909, devenant la neuvième avocate du barreau de Paris. Elle s'inscrit au barreau parisien en 1912 (ou 1909 ?) et entre au cabinet de Charles-Célestin Boullay, membre du Conseil du l’Ordre (1910-1914), et y travaille jusqu’en juillet 1914. 
Elle gagne Douai pour rejoindre sa famille à la fin du mois de juillet 1914. Lorsque la Première Guerre mondiale débute, diplômée de la Croix-Rouge française, elle s'engage avec sa sœur comme infirmière, dans un hôpital de Douai, jusqu'en octobre 1915. Elle entre ensuite au barreau de Douai alors que cette ville est occupée par les Allemands depuis octobre 1914. Le 11 janvier 1918, elle est emmenée en Allemagne comme otage et internée au camp d'internement de Holzminden (Basse-Saxe),. 
Elle est de retour en France en juillet 1918. Elle rentre à Paris pour exercer à nouveau son métier d'avocate, dès le mois suivant. Elle livre à la presse son témoignage sur Douai occupé et sur son internement. 
En 1920, le bâtonnier de Paris et le bâtonnier de Douai effectuent une demande d’attribution de la croix de la Légion d’honneur, qui lui est décernée trois ans plus tard,. Elle est décorée le 27 octobre 1923 ; l’insigne lui est remis par les anciens combattants du Palais. Elle est la première avocate en exercice à recevoir cette décoration. Ses collègues anciens combattants l’acceptent comme membre de leur association « à l’unanimité » lors de leur dîner de 1932,.
Elle enseigne également le droit au Collège d’Hulot de Varennes et à l’école technique des sœurs de la Sagesse (avenue Victor Hugo à Paris). Elle se spécialise dans les problèmes de l’enfance et des femmes et siège, d’abord en tant que membre puis en tant que présidente de section, au bureau d’assistance judiciaire près le tribunal.
Elle se présente aux élections du Conseil de l'Ordre à plusieurs reprises, avant et après la Seconde Guerre mondiale, à partir de 1931,, mais sans succès. Elle est secrétaire générale puis vice-présidente de l'Amicale des avocates dans l'entre-deux-guerres.
Elle est aussi secrétaire générale de la société de patronage des jeunes détenus et libérés de la Seine, présidée par un autre avocat, Raymond Nolin. Ce patronage gère une maison d'accueil pour des jeunes en liberté surveillée. 
Catholique, elle est membre de la confrérie de Saint-Louis et Saint-Yves, fondée vers 1935 et rassemblant des membres des diverses professions judiciaires dans un but spirituel. Elle assiste aux congrès de l'Association des jurisconsultes catholiques.

### Union nationale pour le vote des femmes
Elle milite pour le vote des femmes au sein de l'Union française pour le suffrage des femmes, puis de l'Union nationale pour le vote des femmes (UNVF) dont elle est membre du comité. Cette organisation fondée en 1920 par Mme Le Vert Chotard et présidée à partir de décembre 1930 par Edmée de La Rochefoucauld est une association catholique, mais pas confessionnelle. C'est aussi une association située à droite de l'échiquier féministe, revendiquant des droits politiques et civiques égaux pour les femmes ainsi que la protection de la famille et de l'enfant. L'autorité du mari n'est pas remise en cause mais l'UNVF réclame que la puissance paternelle soit transformée en puissance parentale, ce que Marie-Thérèse Moreau demande lors des états-généraux du féminisme (première manifestation unitaire des différents mouvements féministes) en 1929,. Catholique, elle défend les droits des mères. 
Elle donne des conférences, à Paris et en province, et écrit dans le périodique de l'association, L'Union nationale des femmes, qui parait de 1927 à 1964. La duchesse de La Rochefoucauld et Marie-Thérèse Moreau tiennent des réunions aux côtés d'hommes de droite partisans du vote des femmes. Elle tient un temps une rubrique juridique féministe dans le quotidien conservateur et catholique L'Écho de Paris, dans laquelle elle critique la législation qui traite la femme en mineure.
Cette avocate se prononce pour l'accès des femmes à la magistrature,,,.
Après la Seconde Guerre mondiale, l'UNVF est renommée Union nationale des femmes, puisque les femmes obtiennent enfin le droit de vote. Marie-Thérèse Moreau seconde toujours la duchesse de La Rochefoucauld, continue d'écrire dans le bulletin de l'association et siège encore à son comité. 
Elle collabore jusqu'à son décès en 1969 à la Revue de Paris (possédée par Edmée de La Rochefoucauld), assurant sa rubrique juridique féministe.
Elle ne s'est pas mariée.

### Jeunesses patriotes
Elle préside la section féminine des Jeunesses patriotes de Pierre Taittinger, fondée à l'été 1925, et est membre du comité directeur de cette ligue nationaliste,. Elle aurait été frappée par les forces de l'ordre lors de l'émeute parisienne du 6 février 1934 à laquelle ont pris part les JP. Elle prend la parole lors des meetings, écrit dans le périodique de la ligue, l'hebdomadaire Le National, réclame l’égalité civile et politique pour les femmes et encourage leur engagement dans la vie publique, . Elle est à la tête des sections féminines, en uniforme bleu foncé, lors du défilé de la ligue à l'occasion de la fête de Jeanne d'Arc, à Paris.
Elle est élue en 1932 membre du Conseil national de la Fédération républicaine, parti de la droite conservatrice proche des JP, où elle est l'une des rares femmes sinon la seule. Elle revendique le droit de vote pour les femmes lors du congrès de ce parti en 1934.
Après la dissolution des JP par le gouvernement du Front populaire en 1936, elle milite au Parti républicain national et social (PRNS) de Taittinger et fait partie de sa commission exécutive, seule femme là encore de cet aréopage masculin. Elle évoque le rôle civique et social des femmes dans ses interventions lors de meetings.